# Rush Rally 2
Rush Rally 2 es un videojuego de carreras desarrollado y publicado por Brownmonster Limited para iOS, tvOS y Android. Fue lanzado el 18 de mayo de 2016 para iOS y tOS, y el 20 de mayo de 2016 para Android. Es la secuela de Rush Rally.

## Jugabilidad
Rush Rally es un juego de carreras de rally. Se corre de noche o de día bajo la lluvia o la nieve. Se recorren 7 países, en 72 etapas, cada una con diferentes tipos de superficie, incluyendo nieve, grava, asfalto y tierra. Cuenta con dos modos de juego: Rally Championship y Rally Cross. Se puede competir en un campeonato completo en etapas A-B o luchar metal contra metal con otros autos en Rally Cross. También cuenta con un garaje de coches que se pueden conducir y tunear. Se puede conectar a Facebook o Game Center para competir contra fantasmas de amigos o competir en el ranking mundial con el modo multijugador en tiempo real. Además se puede participar en una selección de minijuegos como correr a través de obras viales, esquivar misiles y tirar de remolques. El sistema de control es a través es de botones en la pantalla táctil y permite mover e intercambiar botones, y también cuenta con soporte de giroscopio y mando.

## Recepción
Shaun Musgrave de TouchArcade escribió: "Si estabas esperando un gran corredor de rallyes para tu dispositivo móvil, aquí lo tienes".
Harry Slater de Pocket Gamer escribió: "Un juego de carreras grande y audaz que es tremendamente divertido".
Andrea Palmisano de Multiplayer.it escribió: "Rush Rally 2 es un logro notable y simplemente el mejor juego de rally realista disponible para dispositivos móviles".